# Александр Аґрікола
Александр Аґрікола (фр. Alexander Agricola; 1445 або 1446, Гент — 15 серпня 1506, Вальядолід) — франко-фламандський композитор епохи Відродження. Видний член Grande chapelle — Габсбурзької музичної установи.

## Біографія
Про ранні роки композитора, як і його місце народження, бракує інформації. Більшу частину життя він провів в Італії, Франції і в Нідерландах на придворних посадах, більшість з яких, імовірно, залишив без дозволу. В 1471—74 роках служив при дворі Сфорца в Мілані, в 1476 — вікарієм у соборі Камбре; з 1500 — у Брюсселі при дворі Філіпа I Красивого. Двічі (у 1501—03 і бл. 1506) супроводжував Філіпа Красивого в Іспанію.
Спадщина Аґріколи охоплює різні жанри як церковної, так і світської музики. Він є автором 9 мес, 2 кредо, близько 25 мотетів, 93 шансонів. Аґрікола належить до числа найвизначніших композиторів школи Окегема. Твори Аґріколи, стилістично споріднені музиці Й. Окегема, опубліковані в перших друкованих виданнях О. Петруччі.